# Journal of Clinical Ultrasound
Journal of Clinical Ultrasound is een internationaal, aan collegiale toetsing onderworpen wetenschappelijk tijdschrift op het gebied van de echografie.
De naam wordt in literatuurverwijzingen meestal afgekort tot J. Clin. Ultrasound.
Het wordt uitgegeven door Wiley Subscription Services, Inc. namens het American Institute of Ultrasound in Medicine en verschijnt maandelijks.